# Associazione Calcio Libertas (Milano) 1921-1922
Questa pagina raccoglie i dati riguardanti l'Associazione Calcio Libertas nelle competizioni ufficiali della stagione 1921-1922.

## Rosa
| N. |                   | Ruolo | Calciatore         |
| -- | ----------------- | ----- | ------------------ |
|    | Italia (bandiera) | D     | Eugenio Allievi    |
|    | Italia (bandiera) | C     | Giuseppe Clivio    |
|    | Italia (bandiera) | A     | Costante Coronelli |
|    | Italia (bandiera) | C     | Bassano Daccò      |
|    | Italia (bandiera) | A     | Lanzetti           |
|    | Italia (bandiera) | A     | Ugo Mazzoni        |
|    | Italia (bandiera) | C     | Enio Moroni        |
|    | Italia (bandiera) | P     | Giuseppe Norsa     |

| N. |                   | Ruolo | Calciatore        |
| -- | ----------------- | ----- | ----------------- |
|    | Italia (bandiera) | C     | Pasquale Pagni    |
|    | Italia (bandiera) | C     | Emilio Pina (I)   |
|    | Italia (bandiera) | C     | Mario Pina (II)   |
|    | Italia (bandiera) | A     | Mario Porrati (I) |
|    | Italia (bandiera) | A     | Guido Ros         |
|    | Italia (bandiera) | A     | Rossi             |
|    | Italia (bandiera) | A     | Sagri             |
|    | Italia (bandiera) | A     | Tenca             |